# Passage Savart
Le passage Savart est une voie du 20e arrondissement de Paris, en France.

## Situation et accès
Le passage Savart est situé dans le 20e arrondissement de Paris. Il débute au 79, rue des Haies et se termine au 82, rue des Vignoles.

## Origine du nom
Cette voie est nommée d'après le propriétaire des terrains sur lesquels elle a été ouverte.

## Historique
Cette voie est créée sous sa dénomination actuelle en 1856 sur le territoire de l'ancienne commune de Charonne et a été connectée à l'assainissement collectif par un arrêté municipal du 29 juillet 1985.